# Гиберно-шотландская миссия
Гиберно-шотландская миссия — христианская миссия, состоявшая из ирландских (древнее название Ирландии — Гиберния) и шотландских монахов, которые распространяли христианство и основывали монастыри в Великобритании и континентальной Европе в период Средневековья.
Миссия возникла в 563 году с момента основания на острове Айона ирландским монахом святым Колумбой аббатства и первоначально распространяла христианство среди гэлов королевства Дал Риада и обращала в христианство северные пиктские королевства. В течение следующих веков могущество миссии существенно возросло, а её влияние распространилось на англосаксонскую Англию и Франкское государство. Ранняя история миссии часто связывается с христианской практикой, известной как кельтское христианство (или Кельтская церковь), которое отличалось повсеместной организацией монастырей, а не епархий, и некоторыми своеобразными традициями, но позже миссия приобрела в своей деятельности более «континентальный» характер.